# Parafia Świętych Apostołów Piotra i Pawła w Ryszkowej Woli
Parafia Świętych Apostołów Piotra i Pawła w Ryszkowej Woli − parafia rzymskokatolicka znajdująca się w archidiecezji przemyskiej, w dekanacie Jarosław III. 

## Historia
Po wysiedleniu grekokatolików w Ryszkowej Woli, dawna cerkiew została zaadaptowana na kościół rzymskokatolicki. W 1969 roku dekretem bpa Ignacego Tokarczuka została erygowana parafia pw. Świętych Apostołów Piotra i Pawła, z wydzielonego terytorium parafii Zapałów i parafii Laszki.
W latach 1987–1988 w Bobrówce zbudowano murowany kościół filialny pw. Wniebowstąpienia Pańskiego, według projektu arch. inż. Józefa Olecha.
Na terenie parafii jest 1 040 wiernych (w tym: Ryszkowa Wola – 680, Bobrówka – 380).
Proboszczowie parafii:
1969–1973. ks. Franciszek Pustelnik.
1973–2001. ks. Stanisław Putyło.
2001–2005. ks. Zdzisław Kalinowski (administrator).
2005–2007. ks. Stanisław Bąk.
2007–2016. ks. Andrzej Więcek.
2016– nadal ks. Grzegorz Janowski.